# Catherine Banner
Catherine Banner (Cambridge, 1989) è una scrittrice fantasy britannica.
Ha iniziato a scrivere a quattordici anni, ma il suo primo romanzo viene pubblicato solo nel 2008. Gli occhi di un re, primo libro di una trilogia (The last descendant), riscuote un ottimo successo (viene paragonata da alcuni giornali britannici a J.K.Rowling) e, tradotto in molte lingue (fra cui l'italiano, pubblicato da Arnoldo Mondadori Editore), lancia l'autrice nel mercato internazionale.
Il suo secondo romanzo, Voci dall'oscurità, viene pubblicato nel 2009, mentre il terzo e ultimo libro della serie verrà pubblicato entro il 2012.

## Opere
| Titolo del Romanzo | Anno di Pubblicazione | Pagine | Edito da                                     |
| ------------------ | --------------------- | ------ | -------------------------------------------- |
| Gli occhi di un re | 2008                  | 452    | Arnoldo Mondadori Editore Collana "I Grandi" |
| Voci dall'oscurità | 2009                  | 430    | Arnoldo Mondadori Editore Collana "I Grandi" |
| The heart at war   | Entro il 2012         | -      | Arnoldo Mondadori Editore Collana "I Grandi" |